# Форт Уърт
Форт Уърт (на английски: Fort Worth) е град в щата Тексас, Съединените американски щати.
Има население от 833 319 души (2016) и обща площ от 774,1 km². Градът е наречен в чест на генерал Уилям Дженкинс Уърт (William Jenkins Worth), един от командващите по времето на Мексиканско-американската война. Заедно с Далас и другите градове от агломерацията (Арлингтън, Гарланд, Дентън, Ървинг, Мескит и Плейноу) Форт Уърт образува мегаполиса („metroplex“) „Далас – Форт Уърт“.

## Личности
Родени
- Патриша Хайсмит (1921 – 1995) – писателка
- Джеси Джейн (р. 1980) – порнографска актриса
- Кели Кларксън (р. 1982) – певица
- Лейтън Мийстър (р. 1986) – киноактриса и певица

## Побратимени градове
- Бандунг, Индонезия от 1990 г.
- Будапеща, Унгария от 1990 г.
- Гуейян, Китай от 2010 г.
- Мбабане, Есватини от 2004 г.
- Нагаока, Япония от 1987 г.
- Реджо нел'Емилия, Италия от 1985 г.
- Толука, Мексико от 1998 г.
- Трир, Германия от 1987 г.